# Château de la Fauconnière
Le château de la Fauconnière ou Faulconnière est un édifice situé à Gannat, en France.

## Localisation
Le château est situé sur le territoire de la commune de Gannat, sur les hauteurs à l'ouest de la ville, dans le département de l'Allier, en région Auvergne-Rhône-Alpes. Il est accessible par la D 998 (route de Gannat à Ébreuil), un peu avant d'arriver à la zone d'activité des Prés Liats et au péage de l'A71, et se trouve au nord de la route au milieu de bois.

## Description
Le château est une ancienne maison forte avec deux tours, entourée à l'origine de murailles. La façade ouest est modifiée par une tour hexagonale et de larges fenêtres à meneaux au XVIe siècle.

## Historique
Le château appartient au XVe siècle à la famille Graulier, de Gannat. Au début du XVIe siècle, il est acheté par Pierre Filhol, archevêque d'Aix, riche et puissant personnage de l'époque, originaire de Gannat ; en juillet 1518, il obtient de la duchesse Anne l'érection de cette terre en fief seigneurial, avec droit de justice haute, moyenne et basse. Après lui, le fief passe à son neveu Gilbert Filhol, fils de son frère Jacques, capitaine de Gannat. La Fauconnière passe à une branche de la famille de Fontanges par le mariage, en 1689, de Marie Filhol de La Fauconnière avec Hugues Marien de Fontanges, et lui appartient toujours à la fin du XIXe siècle. François de Fontanges (1740-1822), lieutenant-général sous la Restauration, et son frère homonyme François de Fontanges (1744-1806), successivement évêque de Nancy, archevêque de Bourges, archevêque de Toulouse et enfin évêque d'Autun, sont tous deux nés à la Fauconnière.
L'École nationale des Cadres de la Jeunesse, création du régime de Vichy, fut installée le 12 août 1940 au château de la Fauconnière, avant d'être transférée dès le 1er septembre au château de Bayard à Uriage, près de Grenoble.